# Dnister
Der Dnister (ukrainisch Дністер, russisch Днестр Dnestr, rumänisch Nistru, polnisch Dniestr, deutsch auch Dnjestr, historisch Tyra und Tyras / Tiras vom Altgriechischen Τύρας/Týras) oder später auch Danastris  ist ein 1352 km langer Zufluss des Schwarzen Meeres. Er durchfließt die Ukraine und die Republik Moldau.

## Verlauf
Der Strom entspringt in einer Höhe von etwa 900 m über dem Meeresspiegel in den ukrainischen Waldkarpaten im Rajon Turka bei dem Dorf Wowtsche in der Nähe der ukrainisch-polnischen Grenze. Auf einer Länge von etwa drei Kilometern fließen dutzende kleinere Bäche von den südwestlichen Hängen des Tschentyjewka-Berges (ukrainisch Чонтийовка Tschontyjowka, 923 m) zusammen und bilden den Dnister.
In den Karpaten entspringen viele seiner rechten Nebenflüsse, die klares Gebirgswasser führen. Einzige Ausnahme bildet der kleine Nebenfluss Siwka, der in der Vorkarpatenebene ungereinigte Abwässer aus der chlorchemischen Fabrik in der Stadt Kalusch in den Dnister einträgt.
In der Vorkarpatenebene liegt zwischen den Städten Stryj, Schydatschiw, Mykolajiw, Komarno und Sambir eine großflächige Feuchtwiesenlandschaft, die zahlreiche gefährdete Pflanzen- und Tierarten beherbergt, wie große Populationen des Wachtelkönigs.
Ab der Stadt Salischtschyky durchschneidet der Dnister in Form eines bis zu 160 m tiefen, teilweise wenige hundert Meter breiten Talmäanders die Podolische Platte. Dieser Flussabschnitt hat als Dnister-Canyon den Status eines nationalen Naturdenkmals.
In Nowodnistrowsk wird der Fluss durch ein Wasserkraftwerk auf einer Länge von bis zu 140 km zurückgestaut. Danach bildet er auf einigen Kilometern Länge die natürliche Grenze zwischen Moldau und der Ukraine, bevor er bei der Gemeinde Nimereuka auf moldauisches Territorium fließt und fortan Transnistrien vom Rest des Landes abtrennt.
In Richtung Südosten fließend durchquert er den Dubăsari-Stausee. Danach mündet ihm der Bîc ein, und er passiert Tiraspol. Der Dnister mündet bei Majaky einige Kilometer westlich von Odessa und wenig südlich der moldauisch-ukrainischen Grenze ins Schwarze Meer. Das breite Ästuar des Flusses besteht aus mehreren Armen, die zum Dnister-Liman mit den Ausmaßen von 40 × 10 km führen. Dieser ist lediglich über die schmale Dnister-Passage mit dem Schwarzen Meer verbunden.

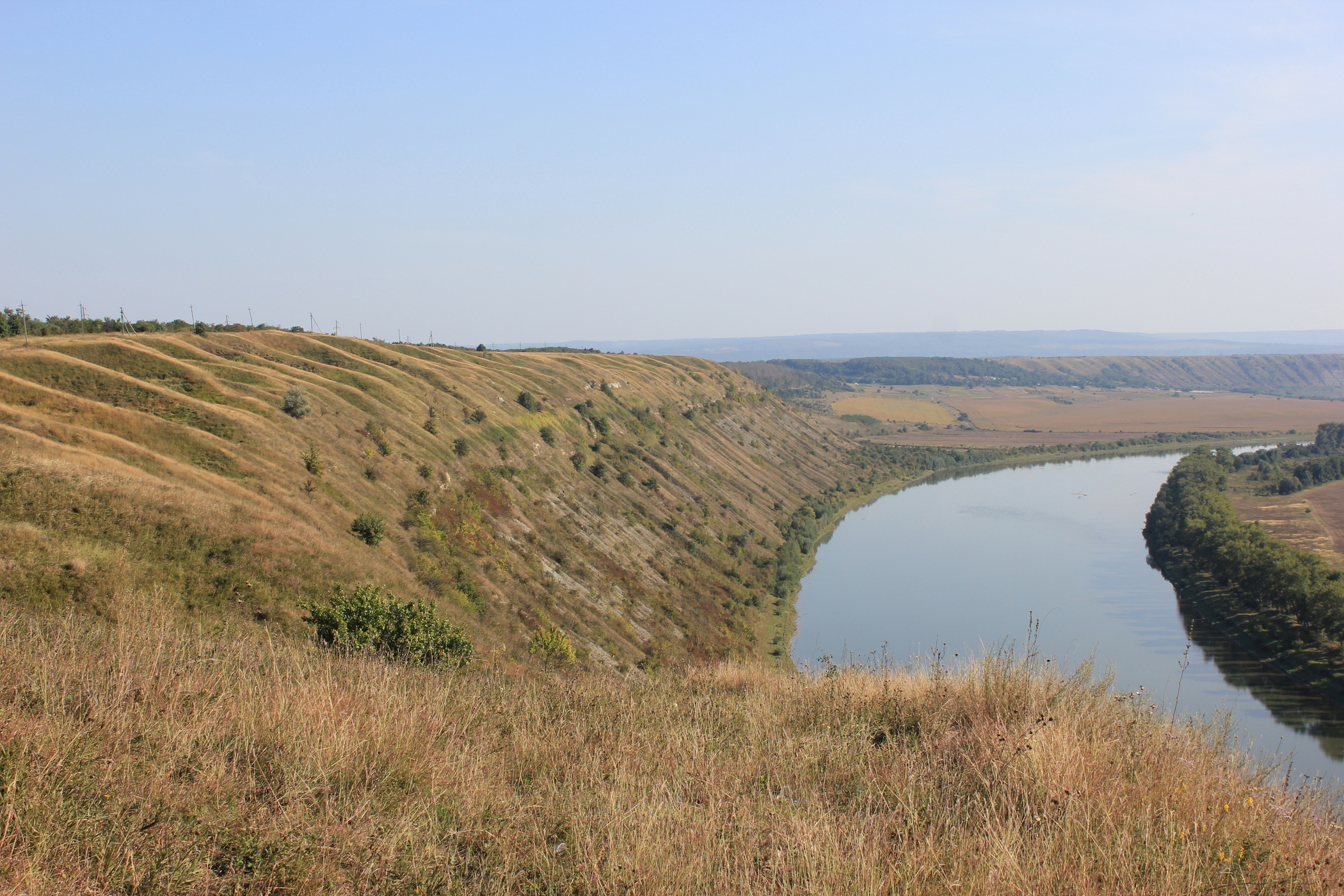
Schleife des Dnister beim Dorf Piliptsche zwischen Salischtschyky und Melnyzja-Podilska
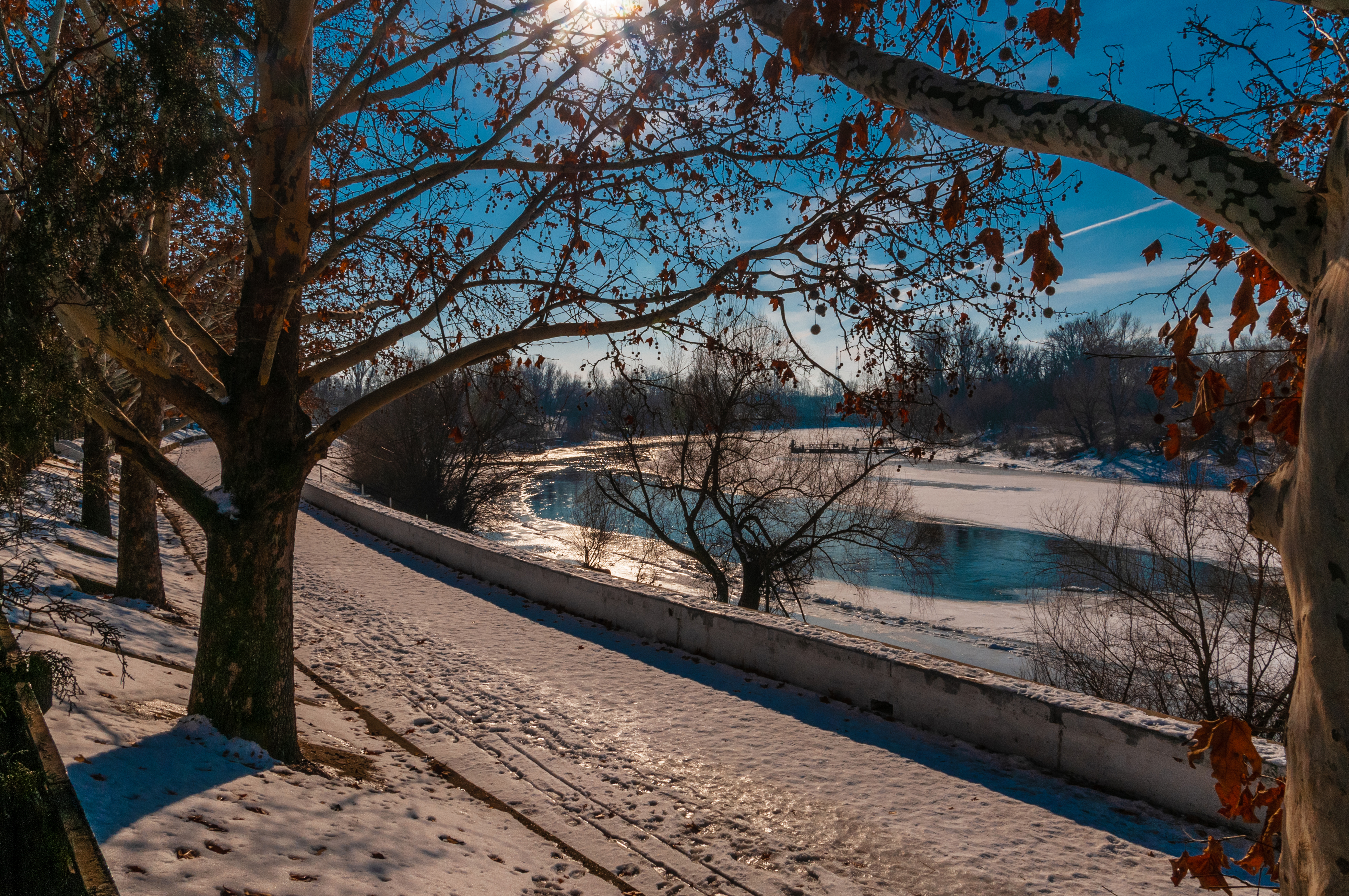
Der Dnister an der Stadt Tiraspol

### Nebenflüsse

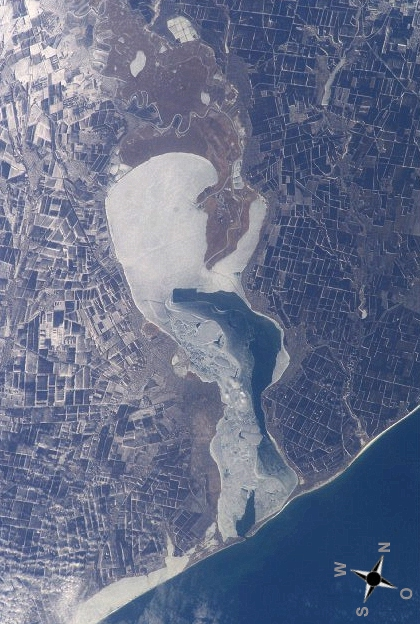
Dnister-Mündung in den eisbedeckten Dnister-Liman am Schwarzen Meer

| rechts - Tismenizja - Stryj - Switscha - Siwka - Limnyzja - Bystryzja - Răut - Bîc | links - Mschanez - Strywihor - Wereschtschyzja - Hnyla Lypa - Solota Lypa - Koropez - Strypa - Seret - Nitschlawa - Sbrutsch - Smotrytsch - Schwantschyk - Ternawa - Studenizja - Uschizja - Kaljus - Murafa - Jagorlik - Kutschurhan - Turuntschuk (Seitenarm) |

### Städte
Die größte Stadt am Dnister ist Tiraspol in Transnistrien (Moldau). Weitere wichtige Städte sind:
- In der Ukraine:
  - Staryj Sambir, Sambir, Nowyj Rosdil, Schydatschiw, Chodoriw, Halytsch, Jesupil, Salischtschyky, Chotyn, Nowodnistrowsk, Sokyrjany
  - An der ukrainisch-moldauischen Grenze (linksufrig): Mohyliw-Podilskyj, Jampil
  - Am Liman: Bilhorod-Dnistrowskyj
- In Moldau:
  - (rechtsufrig:) Otaci, Soroca
  - transnistrisches Segment: Tiraspol, Dnestrovsc, Camenca, Dubăsari, Grigoriopol, Slobozia, Crasnoe, Rîbnița (alle linksufrig), Bender (rechtsufrig)

## Geschichte
Sein heutiger Name stammt aus sarmatisch *dānu nazdya ‚naher Fluss‘.
Am Dnister verlief bis zu den Teilungen Polens die osmanisch-polnische Grenze. Danach lag der Oberlauf im österreichischen Kronland Galizien (und Lodomerien), mit der Bukowina im Süden. Ab der Sbrutsch-Mündung bildete er zeitweise die osmanisch-russische Grenze, zeitweise verlief er dort ganz in Russland, mit der wechselnden Zugehörigkeit von Bessarabien (dem heutigen Moldau und der Odessa-Ismail-Region).

## Wirtschaft
Von der Mündung ab sind mit 500 km nicht einmal die Hälfte des Flusses schiffbar. Im Winter ist der Dnister während etwa 70 Tagen zugefroren. Er spielt jedoch eine wichtige Rolle bei der Verschiffung von Agrarprodukten (Getreide, Gemüse, Sonnenblumenkerne) sowie von Vieh und von Holz, das im Dnisterbecken geschlagen wird. Die Stauseen (z. B. bei Dubăsari und der Dnister-Stausee mit dem Pumpspeicherkraftwerk Dnister) sind von großer Bedeutung für die lokale Energieversorgung.
Im Dnister-Delta entstehen große Naturschutzgebiete, die unter anderem mit Unterstützung des EECONET Action Fund geschaffen wurden.